# نانتن ۸۲۱۰
سیارک ۸۲۱۰ (به انگلیسی: 8210 NANTEN، نامگذاری:1995EH) هشت هزار و دویست و دهمین سیارک کشف شده‌است که در ۵ مارس ۱۹۹۵ کشف شد.